# Exechonella magna
Exechonella magna är en mossdjursart som först beskrevs av William MacGillivray 1895.  Exechonella magna ingår i släktet Exechonella och familjen Exechonellidae. Inga underarter finns listade i Catalogue of Life.